# Octave (манга)
Octave (яп. オクターヴ) — японская юри-манга, нарисованная мангакой Хару Акиямой, выпускающаяся компанией Kodansha в ежемесячном журнале Afternoon. Издана в шести томах.

## Сюжет
История вращается вокруг восемнадцатилетней девушки Юкино Мияситы. Будучи ученицей старшей школы, Юкино вместе с тремя своими подругами входила в состав группы юных идолов, где девушка получила большую славу. Однако вскоре группа распалась и её члены пошли по своим дорогам. Окончив школу, Юкино приезжает в Токио, чтобы стать менеджером новых талантов в карьере музыкальной индустрии. Случаем судьбы она встречается с двадцатидвухлетней девушкой Сэцуко Иваи, которая в прошлом тоже была идолом. Познакомившись, девушки сразу сблизились в хороших отношениях, которые можно назвать более чем просто дружескими. С тех пор Юкино и Сэцуно начинают свой общий путь, наполненный трудностями, их взрослыми проблемами и взаимной любовью.

## Персонажи
- Юкино Миясита (яп. 宮下雪乃 Miyashita Yukino) — главная героиня истории. Возраст восемнадцать лет. В прошлом имела карьеру идола, состоя в группе She’sN со своими тремя подругами. После распада группы и окончания школы, Юкино переехала в Токио чтобы стать менеджером молодых идолов и найти своё место в жизни. В начале истории Юкино не могла понять взрослую жизнь и как она устроена, но после встречи с Сэцуко и её постоянной поддержки начала двигаться дальше и постепенно становиться сильной по духу. Любит Сэцуко и хочет всегда быть рядом со своей любимой.
- Сэцуко Иваи (яп. 岩井節子 Iwai Setsuko) — главная героиня истории и возлюбленная Юкино. Возраст двадцать два года. Также в прошлом была идолом. Работает композитором, сочиняя музыку для песен юных идолов и дорам. Очень любит Юкино и готова пойти на всё чтобы осчастливить её, однако очень ревнивая. Мари является её младшим братом.